# Himantopus leucocephalus
La cigüeñuela australiana (Himantopus leucocephalus) es una especie de ave caradriforme de la familia Recurvirostridae. A veces es considerada una subespecie de la cigüeñuela común (Himantopus himantopus). Ha sido registrada desde Malasia, Japón, las Filipinas, Brunéi, Isla de Navidad, Indonesia, Palaos, Nueva Guinea, Australia y Nueva Zelanda.

## Descripción
Puede alcanzar una longitud de hasta 35,56 cm y una envergadura de unos 67,31 cm. La parte posterior de la cabeza y el cuello, la espalda y las superficies superiores de las alas son de color negro verdoso brillante. La parte inferior de las alas son de color negro liso y el resto del plumaje es de color blanco, además de las plumas de la cola que se tiñen de gris. Las largas y delgadas patas son de color rosa y los dedos tienen garras negras. El pico es largo y delgado de color negro, el iris y los párpados son rojos.

## Distribución
Es residente en el sur de Sumatra, Java, Sulawesi y la mayor parte de Australia y Nueva Zelanda. Hay poblaciones no reproductoras en Sri Lanka, Filipinas, Brunéi, Palaos, Borneo, Timor y Nueva Guinea. Es vagabundo en Japón y la Isla de Navidad.

## Comportamiento
Es una ave acuática y se alimenta en aguas poco profundas, sondeando en el sedimento con el pico. Es gregario y en Nueva Zelanda a veces forma bandadas mixtas con la cigüeñuela negra (Himantopus novaezelandiae), un ave ahora en peligro crítico. Se alimenta principalmente de insectos acuáticos y pequeños moluscos. Emite un grito aullado repetido mientras vuela y las patas se arrastran detrás de él, que tiende a balancearse de lado a lado.

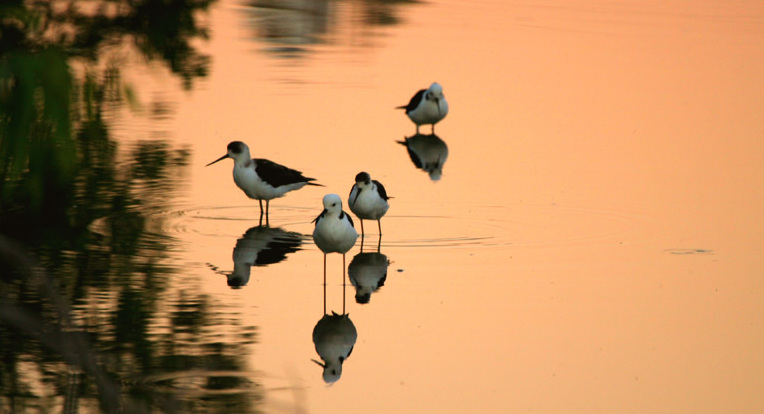
Adultos e inmaduros en Kewdale, Australia Occidental

En la primavera, elige como sitio de anidación una superficie arenosa o de guijarros en un estuario, al lado de un lecho de río seco, en una costa poco plana o en un campo de hierbas cerca del mar. Parece particularmente atraído por lugares cerca de donde el helecho de pato rojo (Azolla rubra) florece. El nido es una depresión poco profunda o una rascadura en el suelo, donde por lo general, son puestos cuatro huevos. Estos son de color marrón amarillento moteado irregularmente con parches y manchas oscuras. El nido es difícil de encontrar, ya que los huevos están bien camuflados, pero los padres revelan la presencia del nido volando en círculos y profiriendo gritos de socorro cuando sienten la presencia de intrusos. Los polluelos son capaces de dejar el nido casi tan pronto como han eclosionado. Son difíciles de detectar porque su plumaje suave está bien camuflado y se «congelan» cuando están alarmados. Un padre a veces finge una lesión en la pierna para sacar a los intrusos fuera de sus polluelos.